# 五総村
五総村（ごそうそん）は、鳥取県八頭郡にあった自治体である。1896年（明治29年）3月31日までは八上郡に属した。

## 概要
現在の鳥取市河原町中井・河原町本鹿（ほんが）・河原町牛戸・河原町神馬・河原町小河内（おごうち）に相当する。千代川支流の曳田川流域に位置した。
村名は5ヶ村の統合によるとされる。
藩政時代には鳥取藩領の八上郡曳田郷（ひけたのごう）に属する中井村・鹿野村・本角村・牛戸村・神馬村・小河内村があった。

## 沿革
- 1877年（明治10年）5月22日 - 鹿野村と本角村が合併して本鹿村となる[3]。
- 1881年（明治14年）9月12日 - 鳥取県再置。
- 1883年（明治16年）3月 - 曳田村（後の曳田村→八上村大字曳田）に置かれた連合戸長役場の管轄区域となる[4]。
- 1889年（明治22年）10月1日 - 町村制の施行により、中井村・本鹿村・牛戸村・神馬村・小河内村が合併して村制施行し、八上郡五総村が発足。旧村名を継承した5大字を編成。明治村および曳田村との組合役場を中井村に設置[2][5][6]。
- 1893年（明治26年）3月1日[5]、または4月20日[7] - 曳田村が組合村を離脱したことに伴い、五総村明治村組合役場となる。
- 1896年（明治29年）4月1日 - 郡制の施行により、八上郡・八東郡・智頭郡の区域をもって八頭郡が発足し、八頭郡五総村となる。
- 1915年（大正4年）1月1日 - 「五総村大字◯◯村」から大字の「村」を削除し、「五総村大字◯◯」と改称[8]。
- 1915年（大正4年）4月1日 - 明治村と合併して西郷村が発足。同日五総村廃止[9]。

## 行政

### 歴代組合村長
| 氏名       | 就任年月日             | 退任年月日               | 備考                             |
| ---------- | ---------------------- | ------------------------ | -------------------------------- |
| 岡村音次郎 | 1889年（明治22年）11月 | 1890年（明治23年）8月    |                                  |
| 有田長平   | 1890年（明治23年）11月 | 1892年（明治25年）11月   |                                  |
| 田村岩次郎 | 1892年（明治25年）12月 | 1893年（明治26年）12月   |                                  |
| 谷口芳太郎 | 1894年（明治27年）1月  | 1900年（明治33年）9月    |                                  |
| 上原弥太郎 | 1900年（明治33年）9月  | 1901年（明治34年）8月    |                                  |
| 漆原定吉   | 1901年（明治34年）8月  | 1904年（明治37年）9月    |                                  |
| 坂本頼蔵   | 1905年（明治38年）2月  | 1915年（大正4年）3月31日 | 合併後、西郷村長臨時代理者に就任 |
| 参考文献 - |                        |                          |                                  |

## 教育
- 修徳尋常高等小学校（現・鳥取市立西郷小学校）[2]